# Vivien Leidet
Guillaume Vivien Leidet (Leydet), né le 16 septembre 1736 à Pons et mort le 12 mai 1776 à Rouffiac (Charente-Maritime), est un historien français.

## Biographie
L'acte de baptême de Guillaume (Vivien) Leidet est en date du 17 septembre 1736.
Il est le fils de Guillaume Lédet, avocat au parlement, et de Marie-Françoise Richard. Parrain, Jacques Bouche et marraine Jeanne Bouraud (signé Fleury, prieur et curé de Saint-Vivien de Pons). 
Il est reçu pour prendre l'habit de religieux le 21 septembre 1752. Il est admis à faire profession le 1er septembre 1753. Il commence ses recherches sur l'histoire du Périgord vers 1759. Il professait la philosophie en I764. 
Il meurt le 12 mai 1776. Il « a été enterré le treize même mois et an dans l'église de Saint-Vivien de Rouffiac, Vivien Leydet prêtre, chanoine régulier de Saint-Augustin congrégation de Chancellade, titulaire de l'hermitage du dit Chancellade. Témoins les soussignés Jean Bonpain, Allain Durand, prieur de Rouffiac. » (registre paroissial de Rouffiac)
II est enterré dans la chapelle de Saint-Jean-Baptiste. Une plaque de cuivre est fixée dans le mur avec l'inscription suivante : « Ci, git Guillaume Vivien Leidet, prêtre Chanoine R de St Augustin, Très pieux, très sçavant, très digne enfant d'Allain de Solminiac. Nat Pontibus Sant 26 7bris I736 Obiit 12 maï 1776 » (sur la plaque il est nettement gravé « 26 7bris 1736 »).

## Postérité
Ses travaux, acquis en 1812 par la Bibliothèque nationale, forment, avec ceux de Prunis, les vingt-deux premiers volumes de la collection dite du Périgord .
Jouannet a publié dans le Calendrier de la Dordogne de 1831 et 1832 un « mémoire pour servir à l'histoire des monnaies des provinces de France par Leydet ». C’est le seul de ses mémoires qui ait été imprimé.
En préface, la conception de l'histoire selon Leydet :
« L'histoire ne se borne pas à rapporter les grands événements, qui n'ont souvent que le stérile avantage d'exciter l'admiration et l'étonnement des hommes ; elle cherche encore à leur donner des instructions plus utiles et plus rapprochées de leur situation ordinaire, en leur faisant connaître nos ancêtres par les détails de leur vie privée, de leurs arts, de leurs sciences, de leurs besoins et de leurs ressources. Les connaissances économiques ne sont pas les moindres fruits de ces recherches pénibles. L'état passé des provinces, mieux connu relativement à l'agriculture, aux manufactures et au commerce, les fautes qu'on y a commises, les moyens qu'on a suivis pour les corriger, deviennent pour nous des suppléments à l’expérience, dont ceux qui nous ont devancés dans des circonstances semblables ont fait en quelque sorte tous les frais. Il est donc utile à nos contemporains et à nos successeurs de se former, d'après des preuves authentiques, une notion précise des productions diverses qu'on a su retirer avant nous du même sol que nous occupons aujourd'hui. »
Avant de commencer ses recherches suivant le plan que nous connaissons, il dressa une liste de huit pages des manuscrits et livres à consulter. Il compléta ses prospections en s’ouvrant à l'extérieur : Turgot, Nadaud, Macheco.
Il existe au département des manuscrits de la Bibliothèque nationale de France une ample collection de documents originaux, 183 volumes in-folio, bien connue des érudits, et qu'on appelle Fonds Périgord. C'est un recueil de titres sur cette province recueillis par les révérends pères Joseph Prunis et Leidet et par l'abbé Lespine,. Extraits ou copies d'actes anciens, ces pièces concernent les villes et les monastères, les familles et les communes du Périgord. C'est le résultat du dépouillement des chartriers des abbayes et des municipalités. Les originaux ont péri en grande partie dans la tourmente de 1789 ; mais les pièces subsistent, grâce aux notes prises par ces trois érudits, qui ont rendu à la science historique un service inappréciable.
Associé à la publication du Journal de voyage de Montaigne, découvert peu auparavant, et publié pour la première fois en 1774, le chanoine Guillaume Vivien Leydet en avait effectué une copie partielle en 1771. Meilleur paléographe que ses confrères, Leydet en donnait une transcription qui semble plus conforme à l’original, hélas perdu peu après sa publication. Retrouvée et publiée par François Moureau, cette transcription permet de corriger certains passages du Journal.

## Sources
- D'après un article publié sur le site de Rouffiac, sous licence CC.